# Nanoprägelithografie
Die Nanoprägelithografie (englisch nanoimprint lithography, kurz NIL) ist ein Nanolithografie-Verfahren zum kostengünstigen Herstellen von Nanostrukturen mittels eines nanostrukturierten Stempels. Als Positiv werden häufig Monomere oder Polymere verwendet, die nach dem Prägen aushärten müssen. Anwendung findet die Nanoprägelithografie in der Herstellung elektronischer und opto-elektronischer Bauteile.

## Geschichte
Die Technik der Nanoprägelithografie wurde Anfang der 1990er Jahre von der Gruppe um Walter Bacher am Institut für Mikrostrukturtechnik des Forschungszentrum Karlsruhe erfunden und konnte bereits zu diesem Zeitpunkt zur Herstellung von Nanostrukturen verwendet werden. Seitdem ist die Technik Gegenstand der aktuellen Forschung und ist nach der International Technology Roadmap for Semiconductors ab 2014 für die Chipfertigung in 20 nm vorgesehen. Technology Review listete die Nanoprägelithografie 2003 als „eine der zehn aufkommenden Technologien, die die Welt verändern werden“. Seit 2006 existieren Stempel zur Herstellung dreidimensionaler Nanostrukturen mit einer vertikalen Auflösung im Subnanometer-Bereich, d. h. weniger als ein Nanometer.

## Herstellungsprozesse

### Nanoimprint

Schematische Darstellung der Nanoprägelithografie

Zur Herstellung von Nanostrukturen mittels Nanoprägelithografie benötigt man ein Positiv, meist ein Monomer oder Polymer, sowie einen nanostrukturierten Stempel. Der Stempel selbst kann wiederum durch Nanolithographie oder Ätzen produziert werden. Das Positiv wird auf ein Substrat aufgebracht und anschließend über die Temperatur des Glasübergangs erhitzt, d. h., es wird flüssig, bevor man den Stempel eindrückt. Um ein kontrollierbares (und kurzzeitiges) Aufheizen zu erreichen, werden häufig Laser oder UV-Licht eingesetzt, was insbesondere bei der Herstellung in mehreren Prozessschritten nötig ist, da ansonsten das Negativ ebenfalls wieder schmilzt.
Auf Grund der Viskosität des Positivs beim Erhitzen werden die Zwischenräume des Stempels vollständig damit ausgefüllt. Nach dem Abkühlen wird der Stempel wieder entfernt. Das bedeutet, dass die Adhäsion zwischen Positiv und Stempel ein wichtiger Parameter ist (neben Temperatur und Einpressdruck). An der Universität Kassel wurde ein Verfahren entwickelt, bei dem die Stempel mit einer monomolekularen Beschichtung überzogen werden, so dass sie sich leichter vom Material ablösen lassen.
Falls das geprägte Tiefenprofil ins Substrat oder die eigentliche Schicht übertragen werden soll, muss das Positiv vorher weggeätzt werden (Schritt 4 in nebenstehender Abbildung).
Bei der Nanoprägelithografie mit UV-Licht lässt sich mit geringeren Anpressdrücken arbeiten, auch kann der Prozess bei Raumtemperatur stattfinden.

### Stempel
Die Strukturierung der Stempel für die Lithografie kann wiederum mit Nanoimprint geschehen, aber auch mit anderen Nanolithografieverfahren. Als Materialien finden dabei Glas oder lichttransparente Kunststoffe Anwendung. Auf Grund der geringen Strukturgrößen des Stempels kann zu dessen Qualitätskontrolle kein Rasterkraftmikroskop verwendet werden, da auf Grund der Größe der Messspitze die Bildgrößen nicht korrekt wiedergegeben werden. Stattdessen kann der Stempel mit einem Rasterelektronenmikroskop untersucht werden, was allerdings eine elektrisch leitende Beschichtung (z. B. Indiumzinnoxid) des Stempels erfordert.

## Anwendungen
Die Nanoprägelithografie wird zur Herstellung von zwei- und dreidimensionalen organischen oder Halbleiter-Nanostrukturen für die Optik, Elektronik, Photonik sowie Biologie verwendet. Anwendungen in der Optik und Photonik sind optische Filter, Polarisatoren, Mikrospiegelarrays, nicht reflektierende Strukturen oder photonische Schaltkreise. Quantendrähte und -punkte sind für optische Halbleiterelemente wie Laser oder Dioden von Interesse. Ebenso lassen sich elektronische Schaltkreise wie MOSFETs, organische TFTs oder Einzelelektronenspeicher kostengünstiger und einfacher als mit Techniken wie Elektronenstrahl- oder EUV-Lithografie realisieren. In der Biologie sind Nanostrukturen u. a. für den Transport von Flüssigkeiten oder das Trennen von Biomolekülen interessant.

## Vor- und Nachteile
Nanoimprint kann zum kostengünstigen Herstellen von Nanostrukturen, z. B. integrierter Schaltkreise in Silizium-Technik, mit einer Auflösung unterhalb der Beugungsgrenze von Licht verwendet werden. Auch die Herstellung von Mehrschichtstrukturen (multi-layer) ist mit dieser Technik möglich.
Beim Herstellungsprozess ist allerdings die Temperatur- und Druckbeständigkeit der verwendeten Materialien zu beachten.